# Phyllopodium elegans
Phyllopodium elegans är en flenörtsväxtart som först beskrevs av Jacques Denys Denis Choisy, och fick sitt nu gällande namn av O.M. Hilliard. Phyllopodium elegans ingår i släktet Phyllopodium och familjen flenörtsväxter. Inga underarter finns listade i Catalogue of Life.